# 2006년 7월
| 2006년: 1월 · 2월 · 3월 · 4월 · 5월 · 6월 · 7월 · 8월 · 9월 · 10월 · 11월 · 12월 |

| <          | 2006년 7월 | 2006년 7월  | 2006년 7월 | 2006년 7월 | 2006년 7월 | >          |
| 일         | 월         | 화          | 수         | 목         | 금         | 토         |
|            |            |             |            |            |            | 1 6.6 신묘 |
| 2 7 임진   | 3 8 계사   | 4 9 갑오    | 5 10 을미  | 6 11 병신  | 7 12 정유  | 8 13 무술  |
| 9 14 기해  | 10 15 경자 | 11 16 신축  | 12 17 임인 | 13 18 계묘 | 14 19 갑진 | 15 20 을사 |
| 16 21 병오 | 17 22 정미 | 18 23 무신  | 19 24 기유 | 20 25 경술 | 21 26 신해 | 22 27 임자 |
| 23 28 계축 | 24 29 갑인 | 25 7.1 을묘 | 26 2 병진  | 27 3 정사  | 28 4 무오  | 29 5 기미  |
| 30 6 경신  | 31 7 신유  |             |            |            |            |            |

| - 7월 2일 - 조남철 편집하기 |

## 2006년7월 26일
- 국회의원 재·보궐선거가 치러졌다. 해당 지역은 서울 송파구 갑, 성북구 을, 경기 부천시 소사구, 경남 마산시 갑 등 4곳이었으며, 당선자는 민주당에서 조순형 후보가 당선되어 1명, 한나라당에서는 맹형규 후보를 포함하여 3명을 당선시켰다.

## 2006년7월 25일
- MBC PD 수첩은 100일째 피랍되어 있는 동원호 선원들을 취재해 방송하였다. 이날 내용에서는 100일째 나오지 못하는 선원들의 모습을 취재한 것이었는데 이에 대해 인터넷에서는 누리꾼들의 반응이 매우 뜨겁다. 반응의 대부분은 정부의 무능함에 대한 비판이었다.

## 2006년7월 24일
- 반기문 외교통상부 장관이 유엔본부에서 실시된 차기 유엔 사무총장 선출을 위한 예비투표(스트로 폴, Straw Poll)에서 1위를 차지한 것으로 알려졌다.

## 2006년7월 21일
- 포스코 본사를 점거해 농성을 벌인 포항 건설 노조가 9일 만에 농성을 자진 철회했다.
- 대한민국 정부가 '한미 FTA 지원위'를 출범시켰다.
- 검찰은 박근혜 전 한나라당 대표를 칼로 얼굴에 자상을 입힌 범인에게 징역 15년형을 구형하였다.

## 2006년7월 14일
- 2006년 이스라엘-레바논 위기:
  - 시리아 집권 바트당은 성명 발표를 통해 이스라엘과 미국에 정면으로 반발하면서 "시리아 국민들은 헤즈볼라와 레바논이 이스라엘의 야만적인 공격에 맞서 영웅적인 저항을 하고 있는 것을 전폭적으로 지지할 것"이라고 말했다.
- 군포 등지에서 금품 목적으로 20대 여성 3명을 연쇄적으로 납치 및 성폭행 후 살해한 혐의로 용의자 김윤철을 검거했다.

## 2006년7월 13일
- 한미 자유무역협정 체결 2차 본협상 4일째:
  - 한미 자유무역협정(FTA) 협상에서, 대한민국 정부는 쌀은 양허(개방) 대상에서 제외하고 다른 농산물은 최장 15년까지 관세감축을 유예하는 방안을 미국측에 제안했다.
- 서울 도심 곳곳에서 시민단체와 노동계의 반(反)FTA 기자회견과 집회가 열렸다.

## 2006년7월 11일
- 한나라당은 서울 잠실실내체육관에서 제8차 전당대회를 열어 강재섭 후보를 임기 2년의 새 대표 최고위원으로 선출했다.
- 인도 뭄바이에서 기차역과 통근열차에서 8건의 정교하게 조작된 연쇄 폭탄 테러가 발생하여 최소 190명의 사망자가 발생하였다.
- 마이크로소프트가 윈도우 98, 윈도우 98 SE, 윈도우 ME의 지원을 중단하였고, 서비스팩이 설치되지 않은 윈도우 XP에 대한 지원을 중단하였으며, 이와 동시에 마이크로소프트 오피스 XP의 메인스트림 지원을 중단했다.

## 2006년7월 10일
- 한미 자유무역협정 체결 협상 :
  - 대한민국과 미국의 자유 무역 협정(FTA) 2차 본협상이 닷새간의 일정으로 서울에서 시작됐다.
  - 노무현 대통령은 한미 자유무역협정(FTA) 협상의 체계적 추진을 위해 대미 협상팀과는 별도로 한미 FTA 대응 국내팀을 구성, 반대 여론을 비롯한 각종 의견을 수렴, 홍보하고 문제점을 점검할 것을 지시했다.
  - "한미 FTA를 연구하는 국회의원 모임" 소속 여야 의원 35명이 "한미 FTA 졸속추진 반대" 성명을 발표했다.

## 2006년7월 9일
- 한나라당은 7.26 재보선 서울 송파갑 선거에서 한나라당 후보로 출마 예정이던 정인봉 전 의원에 대해, 16대 총선 직전 '기자 성접대' 전력이 드러난 데 이어 세금 장기체납 사실이 밝혀지면서 후보 자격 시비가 생김에 따라 공천을 취소했다.
- 3호 태풍 에위니아의 북상 영향으로 9일 정오를 기해 대한민국 전역에 국가위기경보 주의(Yellow)단계가 발령됐다.
- 2006년 축구 월드컵 결승전 : 이탈리아가 프랑스를 꺾고 2006년 월드컵 우승을 기록했다.
  -  이탈리아 1 (5 승부차기 3) 1  프랑스

## 2006년7월 8일
- P2P(개인대 개인) 방식의 파일공유 서비스업체 소리바다는 "10일부터 서비스를 전면 유료화한다"고 밝혔다.
- 2006년 축구 월드컵 3,4위전 : 주최국 독일이 포르투갈을 꺾고 2006년 월드컵 3위를 기록했다.
  -  독일 3 : 1  포르투갈
- 전국언론노동조합은 한미FTA에 반대하는 총파업 찬반투표를 실시한 결과 찬성율 74.2%로 7월 11일 오전 6시를 기해 전국의 모든 사업장에서 총파업에 들어간다.

## 2006년7월 7일
- 한국은행 금융통화위원회는 콜금리를 현수준인 연 4.25%로 유지하기로 결정했다고 발표했다.
- 세계 최대의 자동차 업체인 제너럴 모터스(GM) 이사회가 릭 웨고너 회장 겸 CEO에게 르노·닛산과의 제휴방안을 검토할 권한을 부여했다.

## 2006년7월 6일
- 멕시코 대통령선거 공식개표에서 집권 국민행동당(PAN) 소속 펠리페 칼데론후보가 민주혁명당(PRD) 안드레스 마누엘 로페스 오브라도르 후보를 0.57%포인트(약 22만표)의 득표율 차이로 누르고 최종 승리했다고 연방선거관리위원회(IFE)가 밝혔다.

## 2006년7월 5일
- 조선민주주의인민공화국은 오전 3시30분부터 4시 사이에 노동미사일 2발과 대포동 2호 미사일 1발을 각각 발사했고 세 번째로 발사한 장거리 미사일은 발사했으나 실패한 것으로 보인다고 로이터 통신이 보도했다.
- 2006년 축구 월드컵, 준결승전 경기결과 : 프랑스가 포르투갈을 꺾고 결승에 진출했다.
  -  프랑스 1 : 0  포르투갈

## 2006년7월 4일
- 일본 황태자 주거지에 TV 퀴즈 프로그램 녹화중이던 코미디언과 전문가가 탄 낙하산이 불시착하는 해프닝이 발생했다.
- KBS 노조는 6월 30일로 공식 임기가 끝났지만 후임자가 선임되지 않아 방송법에 따라 직무를 계속하고 있는 KBS 정연주 사장에 대한 출근 저지 투쟁을 벌였다.
- 서울중앙지검 금융조사부는 삼성 에버랜드 전환사채(CB) 편법증여 의혹 사건과 관련, 홍석현 전 중앙일보 회장에 대해 출국금지 조치를 취했다.
- MBC의 시사 프로그램 PD 수첩에서 한미 FTA의 진실에 관해 다룬 것이 방송되었다. 이날 방송의 파장으로 인터넷의 여론은 급격히 한미 FTA 반대로 돌아섰다. 한편, 이에 대해 대한민국 정부는 반론광고를 방송 및 게재 할 것이라고 밝혔다.
- 2006년 축구 월드컵, 준결승전 경기결과 : 이탈리아가 독일을 꺾고 결승에 진출했다.
  -  이탈리아 2 : 0  독일

## 2006년7월 3일
- 대한민국 제4회 전국동시지방선거의 당선자들이 일제히 업무를 시작하였다.

## 2006년7월 2일
- 법무부는 상속재산의 절반을 배우자 몫으로 한 뒤 나머지 50%를 각각 자녀의 수에 따라 균등하게 배분하도록 규정하는 내용을 골자로 하는 민법 개정시안을 마련했으며 올 가을 정기국회에 개정안을 제출할 예정이라고 밝혔다.
- 통계청이 여성 관련 각종 통계를 모아 발표한 '통계로 보는 여성의 삶'에서 대한민국 여성의 경제활동 참가율이 2004년 49.8%에서 2005년 50.1%로 상승, 처음으로 50%대를 돌파하는 등 여성의 사회 진출이 크게 늘고 있는 것으로 나타났다.

## 2006년7월 1일
- 대한민국의 도인 제주도가 제주특별자치도로 출범하였다.
- 대한민국 정부는 바이오디젤 5% 혼합한 경유 판매를 의무화하기로 하였다.
- 2006년 축구 월드컵, 8강전 경기결과 :
  -  포르투갈 0 (3 승부차기 1) 0  잉글랜드
  -  프랑스 1 : 0  브라질